# 楊文薦
杨文荐（1609年—1646年），字又如，號客有，湖广承天府京山人，明朝、南明政治人物。

## 生平
楊文薦是副榜貢生楊明遇的兒子，崇禎九年（1636年）中舉人，到崇禎十六年（1643年）成進士，獲授南京武選主事。隆武年間，他向朝廷上疏國情與戰況，遷任兵科都給事中、太常少卿。當時南明將軍驕傲、士兵懶惰，國家處於危險境地，楊文薦每天稟告中外事務，規諫隆武帝，因此被執政者戒懼，遭到排擠，擔任僉都御史監督湖南的何騰蛟軍隊。經過贛州，他和萬元吉一同守城，將家人託付給郴州知州曹知鑑，之後得擢升為兵部右侍郎、副都御史、南贛巡撫，以五百名民兵守西門。楊文薦日夜守城，穿上盔甲睡覺，用忠誠節義激勵士兵，多次用奇招打勝仗；贛州失陷，他率領精兵打巷戰，到天明時部下勸他從西門突圍，他卻解散隊伍，投池自殺，但被清兵救回，送到南昌。清朝將領解開綁住楊文薦的繩子禮待他，他回應要求殺死他，把其頭部掛在西門。其後他堅持絕食，每天嘔血數升，很快就消瘦到極點，次年知道自己即將無法生存，就強行下床，向南拜首，整冠而死。

## 引用
1. 1 2  光緖《續修京山縣志·卷十二·忠義列傳》：楊文薦，字又如，號客有，父明遇，兩中副車。文薦舉崇禎九年鄉試，登十六年進士，授南京兵部主事。
2. 1 2  錢海岳《南明史·卷四十八·列传第二十四》：楊文薦，字又如，京山人。崇禎十六年进士。授南京武選主事。隆武初，疏陳立國規模、戰守情勢。累遷兵科都給事中、太常少卿。時將驕兵惰，孤危無倚，文薦日疏中外機宜，剴切指陳。執政左右多側目，以為不利己，擠之於外，命以僉都御史監何騰蛟軍湖南。
3. ↑  錢海岳《南明史·卷四十八·列傳第二十四》：過贛，萬元吉留共城守，託家口於郴州知州曹知鑑。尋擢兵部右侍郎、副都御史巡撫南贛，以民兵五百守西門，當敵衝。日夜登陴，衷甲卧，以忠義激發士氣。每戰多奇捷。城陷，率狼兵數百巷戰。黎明，左右勸從西門突出，曰：「城亡與亡，去何之！」揮眾散去，自投園池，為清兵所挽。得肘後印，曰：「巡撫楊公耶？」送至南昌，帥釋縛禮之。文薦曰：「奉命守贛，贛亡則死，毋多言。唯斷吾頭懸西門，以謝贛人，吾志畢矣。」絕粒數日不得死，復進酒肴，揮之，或時推案撞碎之，狂呼以首觸柱，復自投床，幾折脅死，終不死。嘔血日數升，憤慨悲歌，濡血於壁上，淋灕書之。旬日形枯骨立，鬚眉脫落。明年元旦，自知不起，強扶下榻，南向再拜，整冠而死。